# الإسلام في باراغواي

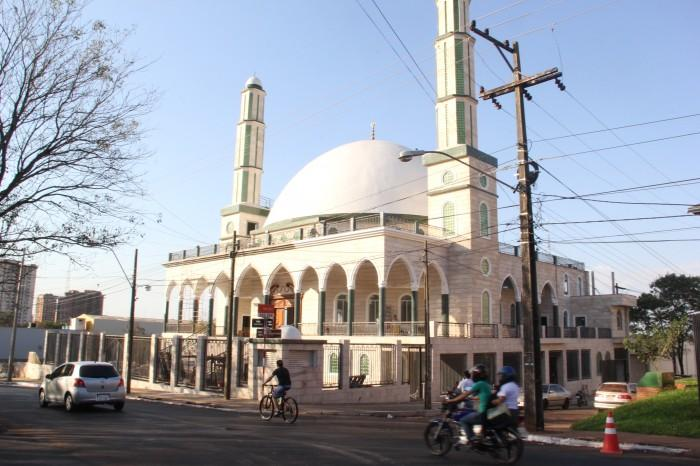
مسجد الشرق (Mezquita Del Este) من مساجد دولة باراغواي المشهورة.

باراغواي جمهورية داخلية بأمريكا الجنوبية، لا سواحل لها، تحدها بوليفيا من الشمال، والبرازيل من الشرق، والأرجنتين من الجنوب والغرب، ويمر بوسطها مدار الجدي، واتصالها بالخارج عن طريق جارتيها البرازيل والأرجنتين، وتبلغ مساحتها (406.752 كيلو مترا مربعا)، وجملة سكانها في سنة 1408هـ – 1988م (4 ملايين) نسمة، وعاصمتها مدينة أسونسيون، وسكانها ثلاثة أرباع مليون نسمة.

## تاريخ الإسلام في باراغواي
يرتبط تاريخ الإسلام في باراغواي وفي دول أمريكا اللاتينية عموماً بتاريخ سقوط الأندلس، وكان لاكتشاف قارة أمريكا في نفس العام الذي رحل فيه بنو الأحمر عن غرناطة أثر سيئ على المسلمين الذين وصلوا هذه الدول في السنوات اللاحقة، إذ حملت الكنيسة معها كل أحقادها وكراهيتها للإسلام إلى البلد الجديد، فأجبرت سكان البلاد الأصليين على الدخول في الكاثوليكية وبثت كل ما هو سيئ عن الإسلام والمسلمين، الأمر الذي دفع برئيس فنزويلا إلى الاحتجاج على بابا الفاتيكان عندما زار البرازيل في الشهور الأخيرة، طالباً منه أن يعتذر لشعوب أمريكا اللاتينية عن الهمجية وأساليب القمع التي مارستها عليهم الكنيسة.
وقد كشف ضابط مدفعية في الجيش البريطاني برتبة مقدم يحمل عدداً من الأوسمة، واسمه بالكامل «برسي هارون فاوسيت» في كتابه «استكشاف فاوسيت» المطبوع في لندن سنة 1954م، أنه عندما انتدب في عام 1906م لمهمة ترسيم الحدود بين بوليفيا وباراغواي والبرازيل، ومن خلال القيام بعمله في هذا الشأن اكتشف جرائم الرجل الأبيض وما فعله في السكان الأصليين من قتل وحرق وإبادة جماعية، يقول في إحدى صفحات الكتاب: «إن البرتغاليين بدأوا منذ اللحظة الأولى لاكتشاف أمريكا اللاتينية في استرقاق سكانها وإجبارهم على اعتناق النصرانية، علاوة على معاملتهم بمنتهى القسوة، ثم ما لبث التجار أن جلبوا الأفارقة عبيداً للعمل هناك، وكانت النتيجة أن أثرى كثير منهم، إلى جانب ذلك كانت الإساءة إلى السكان الأصليين واستخدامهم في حروبهم ضد بعضهم بعضاً..»!
وعن بقايا الأفارقة المسلمين الذين جيء بهم عبيداً إلى هذه الأرض سُأل رئيس المركز الخيري الثقافي الإسلامي في باراغواي «أحمد محمود رحال»، فأجاب بقوله: «كلهم ذابوا في المجتمع، وأغلبهم تنصّر تحت الإكراه، والبقية القليلة استُعملت كدروع واقية في الحروب التي خاضتها باراغواي مع جيرانها أيام الاستعمار البرتغالي والإسباني، وهذه حقائق ثابتة لا غبار عليها».

### الهجرات الحديثة
تشير بعض الوثائق التاريخية إلى أنه في الفترة (1850م - 1860م) بدأت هجرات مكثفة من عرب ومسلمين معظمهم من أصل سوري ولبناني وفلسطيني إلى القارة الأمريكية، وتمركز أغلبهم في الأرجنتين والبرازيل وباراغواي، كما وفد أيضاً مهاجرون من بنغلاديش وباكستان، وكانت نية هؤلاء البحث عن عمل وجمع ما تيسر من المال، ثم العودة من جديد إلى الوطن الأم..
وكان المهاجرون الأولون من العناصر الشابة غير المثقفة عمومًا، بل والأمية أحيانًا، وكانوا يعتمدون على العمل اليدوي والتجارة المتنقلة، ولم يفكروا مطلقاً في العيش والاستقرار في هذه البلاد، مما أدى إلى عدم اهتمامهم بإقامة المساجد والمراكز والمدارس الإسلامية والعربية، وهو ما تسبب في ضياع أبنائهم وذوبانهم بشكل كامل.. ومَنْ يزر باراغواي ودول أمريكا اللاتينية عموماً سيُفاجأ بسماع اسم «الراهب» محمد، أو عمر أو «القديسة» فاطمة؛ حيث إن كثيراً من أبناء المسلمين في هذه البلاد أصبحوا قساوسة ورهباناً!!
وقد عرفت باراغواي الإسلام منذ عام 1526م. حيث حاولت إسبانيا احتلالها لأول مرة.. حيث هاجر إلى هناك عدد من المسلمين الذين استقروا في العاصمة وبعض المدن الأخرى.. وقد ذابت هذه الهجرات الإسلامية في نطاق المجتمع.. ويوجد في باراغواي أحفاد هؤلاء المسلمين الذين أقبلوا على اعتناق الإسلام.. ويعتزون بأصولهم الإسلامية.. وقد شهدت باراغواي هجرات إسلامية منذ عام 1950م.

### الإسلام من جديد
ومع مرور الزمن استقرت الجالية العربية المسلمة في جمهورية باراغواي، ثم ما لبثوا أن اندمجوا في المجتمع الجديد، وتباعدت بينهم المسافات، وانقطعت الصلة بين الكثيرين منهم، وانقرض الجيل الأول، وتبعه الجيل الثاني الذي كان أوفر حظاً من الناحية الاقتصادية والثقافية، ولكنه أقل ارتباطاً بالإسلام واللغة العربية، ثم تلاه الجيل الثالث الذي لا يعرف من العربية والإسلام إلا النزر القليل، ويتخذ من انتمائه العرقي أو الديني أداة تجمع عاطفي تقليداً لما للجاليات الأخرى من مراكز ثقافية ورياضية.
ومع مطلع الثمانينيات من القرن العشرين، وبحكم تحسن الأوضاع الثقافية والسياسية والاقتصادية، وبروز تيار الصحوة الإسلامية في الأوطان العربية، وعودة أبناء الأقليات الإسلامية في أوروبا إلى دينهم وأصالتهم، نشأت لدى الشباب المسلم، وخاصة الشباب المهاجر الجديد في باراغواي وفي دول أخرى من أمريكا اللاتينية، روح جديدة تشده إلى أصوله الحضارية وتبعث فيه الهمة للبحث عن هويته الحقيقية التي كادت أن تختفي.. وأصبح الناس يتطلعون لمن يثقفهم في أمور دينهم، ويعرّفهم بالإسلام الوسطي المعتدل المتسامح، ولكن هذه الروح تلقفها دعاة الكراهية وشيوخ الفتنة، فبثوا في عقول بعض الشباب من دارسي العلوم الشرعية الكثير من أفكارهم العقيمة السقيمة!
وقد شهر افراد 70 عائلة إسلامهم في العاصمة أَسُو- نْسِيُونْ.. ويوجد في مدينة الشرق نحو ستة آلاف نسمة من المسلمين.. كما توجد مائة عائلة مسلمة في مدينة «إِنْكَرْ- نِسْيُون».. ويوجد عشر عائلات مسلمة في مدينة «بِيَدرْ- خُواَنْ- كَبَاليِرُو».. وهكذا تتزايد أعداد المسلمين في باراغواي.

## المسلمون فيباراغواي
يقدر عدد المسلمين في باراغواي بحوالي 20 ألف مسلم يقيمون في المدن الرئيسة، وعلى رأسها العاصمة «أسونسيون».. وقد تأسس المركز الخيري الثقافي الإسلامي في العاصمة سنة 1990م، كما قام المركز أخيراً بتأسيس فرع بمدينة «إنكارناسيون» الحدودية مع الأرجنتين والتي تبعد 370 كيلومتراً عن العاصمة، ويوجد أكبر تجمع للمسلمين في المنطقة المسماة بالمثلث الحدودي، حيث نقطة تلاقي الحدود بين باراغواي والبرازيل والأرجنتين، وهي المنطقة المشهورة بالشلالات، والتي تعتبر من أجمل مناطق العالم، وهي مقسمة بين الدول الثلاث. وللمسلمين مكانة مهمة وعلاقة طيبة مع السلطات في باراغواي، كما أن مستواهم الاقتصادي جيد، وأغلبهم يشتغلون بالتجارة.
اما أحوال المسلمين في جمهورية باراغواي فهي تتحسن من وقت لآخر، وقد اعتنق الإسلام ما يزيد علي 500 شخص من شعب باراغواي، وهناك ثلاثة مساجد بالإضافة إلى المصليات، وجميعها تُقام فيها الصلوات الخمس بالإضافة إلى صلاة الجمعة، ولنا إمام راتب في مسجد العاصمة مبعوث من وزارة الأوقاف المصرية، كما يوجد إمام راتب وهو الشيخ «عتيق الرحمن» مبعوث وزارة الشؤون الإسلامية السعودية، ويقوم بمهامه بمسجد مدينة «دي ليستي».
وقد أعدّ المركز الإسلامي المصري في ساو باولو بالبرازيل المجاورة لـ«باراغواي» تقريرا عن أحوال المسلمين هناك.. وقد تضمن التقرير العديد من النقاط التي تدعو للتفاؤل بشأن مستقبل العمل الإسلامي هناك. كما أرسلت رابطة العالم الإسلامي في مكة المكرمة أحد دعاتها للعمل بين المسلمين هناك.. وأعدّ تقريرا أوضح فيه حاجة المسلمين في باراغواي.. إلى دعم الدول العربية والإسلامية وتزويدهم بالمصاحف الشريفة وترجمات معانى القرآن الكريم باللغة الأسبانية والكتب الدينية المترجمة إلى هذه اللغة.. وأوضح التقرير أيضاً حاجة المسلمين في باراغواي إلى الدعاة الذين يجيدون التحدث بالأسبانية.. وإنشاء مراكز إسلامية في المدن التي يتمركز فيها المسلمون وعددها أربع مدن.. وأن تلحق بهذه المراكز بعض المدارس الإسلامية.. للحفاظ على النشء المسلم وتربيته تربية إسلامية.

### مناطق المسلمين
يتكون سكان البلاد من خليط هندي – أوروبي ويمثلون غالبية السكان.. وهناك 50 ألف نسمة من الهنود الحمر وعدد من ألفارقة وهناك أيضاً 60 ألف عربي.. وباراغواي أرض خصبة للإسلام في أمريكا الجنوبية.. إذا تضافرت جهود المؤسسات الإسلامية العالمية.. لدفع مسيرة المدّ الإسلامي هناك.
ينتشر المسلمون في منطقتين، في العاصمة أسونسيون وهم من الهجرة الأولى المبكرة، والمنطقة الثانية قرب الحدود الشمالية المجاورة للبرازيل في المناطق المعروفة بالشلالات والتي تعتبر من أجمل مناطق العالم وهي مقسمة بين باراغواي والبرازيل، والأرجنتين، ويضاف إلى هذا وجود المسلمين في مدن بدرو، وتونتابارا، وبورتو ستروستر، وللمسلمين في المدن الحدودية صلات بالمسلمين في البرازيل، ويشغل المسلمون مكانة هامة لدى السلطات في الباراغواي، كما أن مستواهم الاقتصادي جيد.

#### ثيوداد دل إيستي
المسلمون في مدينة ثيوداد دل إيستي ينقسمون إلى أكثر من مذهب حيث يوجد «أهل السنة والجماعة» وهم الذين يديرون مسجد التوبة، «والشيعة» وهم قسمين قسم يتبع المجلس الإسلامي الشيعي الأعلى في لبنان وقد قاموا ببناء حسينية كبيرة أطلقوا عليها «حسينية الإمام الصدر» إضافة إلى مدرسة لتعليم اللغة العربية معترف بها من قبل حكومة الباراغواي تم افتتاحها عام 1994م وتكلف المشروع حوالي 600,000 ألف دولار أمريكي، والقسم الثاني من الشيعة يعتبرون مرجعيتهم السيد محمد حسين فضل الله وقد قاموا بتعمير مسجد تكلف 400,000 ألف دولار يحمل اسم «الرسول الأعظم» تم افتتاحه نهاية عام 1996م، «والدروز» ولديهم مركز كبير أيضا في مدينة «فوز دو إيجواسو» الحدودية.
بدأ نشاط أهل السنة في المدينة أواسط عام 1987م، بعد وصول الشيخ. خالد رزق تقي الدين، خريج كلية الدعوة وأصول الدين من الجامعة الإسلامية بالمدينة المنورة، مبعوثا من قبل الندوة العالمية للشباب المسلم، حيث قام باستئجار صالة كبيرة اتخذت مكانًا للصلاة وممارسة الأنشطة الإسلامية المختلفة لمدة عام بدعم من الشيخ سليمان الراجحي، قام بعدها صاحب البناء السيد حسين طيجن بالتبرع بالصالة لوجه الله تعالى وأطلق عليها «مسجد التوبة».
تقدم المسلمون في عهد الرئيس «ستروسنر» بطلب رخصة للعمل الإسلامي ولكن طلبهم قوبل بالرفض في ذلك الوقت، ثم تقدموا بطلب آخر في عهد الرئيس «رودريجز» فسمح لهم بممارسة الشعائر الإسلامية بالباراغواي تحت اسم «المركز الإسلامي بالباراغواي» برخصة رقم 9411 بتاريخ 2 مايو 1991م.
ونظرا للهجرة المتتابعة على المدينة والسفر الدائم من وإلى البلاد العربية، فالمسلمون أسعد حالا من بقية المناطق الأخرى في أمريكا الجنوبية، حيث تبادل الزيارات والحضور الاجتماعي القوي في المناسبات المختلفة، والمظاهر العربية والإسلامية التي تراها في الشوارع من محلات ومطاعم ومدارس ومساجد مما يوحي إليك أنك في بلد عربي، ونظرا لازدياد عدد المصلين داخل مسجد التوبة فالمسلمون هناك، بحاجة لبناء مركز إسلامي متكامل يليق بمكانتهم ووضعهم داخل المدينة والدولة، ومعلما من معالم الحضارة الإسلامية في هذه البلاد البعيدة.

#### أسونسيون
العاصمة وتقع على حدود الأرجنتين " وهي العاصمة الوحيدة التي تقع على حدود دولة أخرى، ويبلغ عدد سكانها 1304087" إحصاء عام 1992م " ويوجد بها حوالي سبعون عائلة من أصول عربية ومسلمة، وقد بدأ الشيخ خالد تقي الدين زيارات لهذه المدينة بدايات عام 1988م، كان من نتيجتها تأسيس المركز الإسلامي بها في أكتوبر 1989م بعد زيارة قام بها وفد مكون من المشايخ أحمد صالح محايري، أمين الكرم، محمد حسان، خالد تقي الدين، وقد قام الوفد في ذلك الوقت باستئجار مكان للصلاة وتدريس اللغة العربية على أن يكون مقرا للمركز الإسلامي، وتم تفريغ الشيخ محمد حسان من قبل رابطة العالم الإسلامي لإدارة المركز في العاصمة وقد قام بجهد مشكور أثمر عن الحصول على رخصة المركز الإسلامي، وتلقي الكثير من أبناء الباراغواي العلوم العربية والإسلامية داخل المركز، وتم إيصال صوت المسلمين إلى كثير من الجهات المعنية، وعمل على شراء مقر دائم للمركز مما دفع العديد من الجهات والهيئات الإسلامية للمشاركة في هذا العمل، وقد خلف الشيخ محمد حسان فضيلة الشيخ السعيد متولي مبعوث وزارة الأوقاف المصرية، ثم توالى مبعوثي وزارة الأوقاف المصرية على المركز الإسلامي هناك، وقد تعاقب على رئاسة المركز عدة رؤساء هم بالتتالي مهدي صفوان، أكرم سلوم، أحمد رحال، ومحمد أبو عرابي وقد استلم رئاسة المركز في ديسمبر 1996م، ويتولى الرئاسة الآن السيد أحمد رحال والمسلمون هناك بصدد بناء مركز كبير يتلاءم مع وضع المسلمين في هذه العاصمة وهم بحاجة لمساعدة أهل الخير.

#### إنكارناسيون
هي مدينة تجارية، تقع على حدود الأرجنتين وتبعد عن العاصمة 400كم، ويبلغ عدد سكانها 50 ألف نسمة، ويوجد بها حوالي مائة عائلة مسلمة هاجروا إليها منذ خمسة عشر عاما، وقد قمنا بزيارة المدينة أكثر من مرة لدفع العمل الإسلامي بها، كما يوجد بها مركز إسلامي تابع للمركز الإسلامي بالعاصمة وتتولى وزارة الأوقاف المصرية إرسال أحد الدعاة للعمل بين أبناء الجالية.

#### بيدرو خوان كاباليرو
وهي مدينة تجارية تقع على حدود دولة البرازيل ويفصلها عن مدينة " Ponta Pora " البرازيلية شارع طويل، ويبلغ عدد سكانها 30 ألف نسمة، ويوجد بها حوالي أربعون عائلة مسلمة هجرتهم حديثة للمدينة، ويعملون بأنواع التجارة المختلفة، ولا يوجد بها أي نشاط إسلامي.

## الهيئات الإسلامية
ليس هناك منظمات إسلامية بالمعنى المعروف سوى بعض المؤسسات ذات الطابع القومي أو الفردي، فهناك النادي السوري بالعاصمة، ويضم هذا النادي مسلمين ونصارى، وله نشاط في تعليم اللغة العربية، وهناك المركز العربي والإسلامي في ستروسنر.
أسس المسلمون في مدينة «فُوزْ- دِىِ- إِيجْواَسْو» مسجدا كبيرا وهو مسجد عمر بن الخطاب.. ومدرسة إسلامية عربية لتعليم علوم الإسلام واللغة العربية.. وهي مدرسة علي بن أبي طالب الإسلامية. وأنشأ المسلمون في العاصمة مسجدا ومدرسة إسلامية هي مدرسة عقبة بن نافع وتضم أكثر من 400 طالبا يدرسون علوم الدين الإسلامي الحنيف ويحفظون القرآن الكريم ويتحدثون الآن باللغة العربية. وهكذا يواصل المسلمون جهودهم لتأصيل هويتهم العقائدية وسط مجتمع باراغواي.
وبدأ تنظيم المجتمع الإسلامي في باراغوايمنذ عام 1987، فأسس المسلمون في مدينة الشرق، بافتتاح مسجد في مبنى مستأجر، وهو مسجد التوبة، وتقدم صاحب البناية إلى سلطات باراغواي للحصول على ترخيص بممارسة النشاط الإسلامي. وقد وافقت سلطات المدينة على ذلك في 3 مايو عام 1990م مكان مسجد التوبة.

## متطلبات
يعتمد المسلمون في باراغواي في نشر الدعوة الإسلامية، على أحدث الوسائل الإعلامية المعاصرة، فتم إنشاء أول قناة تلفزيونية إسلامية في أمريكا الجنوبية، تبث برامجها الإسلامية لمدة خمس ساعات يوميا باللغة العربية ويصل ارسالها إلى المسلمين في البرازيل والأرجنتين. وتحتاج هذه القناة التلفزيونية الإسلامية إلى دعم دائم ومستمر من منظمة اذاعات الدول الإسلامية، حتى تتمكن من اداء رسالتها في التعريف بالإسلام وبيان مزاياه التشريعية وسهولة تعاليمه الربانية. وقد شهر عدد من سكان باراغواي إسلامهم بعد متابعاتها للبرامج الإسلامية التي تبثها هذه القناة التلفزيونية.
ينبغي أن يركز العمل الإسلامي على:
1. وجود مركزين إسلاميين واحد بالعاصمة والآخر بالقطاع الشمالي حيث ترتفع نسبة المسلمين.
2. الاستفادة من نفوذ بعض الشخصيات المسلمة لحل مشكلة تخصيص أماكن للنشاط الإسلامي.
3. الحاجة إلى الكتب الإسلامية بالغة الإسبانية.
4. إقامة بعض المدارس أو فصول ملحقة لتعليم أبناء المسلمين قواعد دينهم قبل أن يذوب الجيل الصغير في المجتمع.
5. استغلال انفتاح باراغواي على العالم الخارجي وإقامة بعض المشروعات الاقتصادية بها.

## انظر ايضًا
- باراغواي

## وصلات خارجية
- أوقات الصلاة، اتجاه القبلة في باراغواي
- المساجد، المراكز الإسلامية، المحلات التجارية الإسلامية